# Тиль (Мёрт и Мозель)
Тиль (фр. Thil) — коммуна во французском департаменте Мёрт и Мозель региона Лотарингия. Относится к кантону Вильрюп.	

## География
Тиль расположен в 55 км к северо-западу от Меца. Соседние коммуны: Реданж на севере, Вильрюп на востоке, Тьерселе и Бреэн-ла-Виль на юго-западе, Юссиньи-Годбранж на северо-западе.

## История
Тиль относился к исторической провинции Барруа герцогства Бар.
Во время Второй мировой войны нацисты соорудили концентрационный лагерь Тиль на месте бывших шахт. Тоннели были расширены, сюда была подведена железнодорожная ветка. После освобождения здесь были найдены многие производственные компоненты, в том числе детали, крылья и фюзеляж бомбы Фау-1.

## Примечательные места
- Железнодорожный мост Тиля соединяет Лонгви и Одюн-ле-Тиш.

## Демография
Население коммуны на 2010 год составляло 1616 человек.
| 1962 | 1968 | 1975 | 1982 | 1990 | 1999 | 2010 |
| ---- | ---- | ---- | ---- | ---- | ---- | ---- |
| 3210 | 2760 | 2272 | 1904 | 1742 | 1574 | 1616 |